# Didžioji Riešė

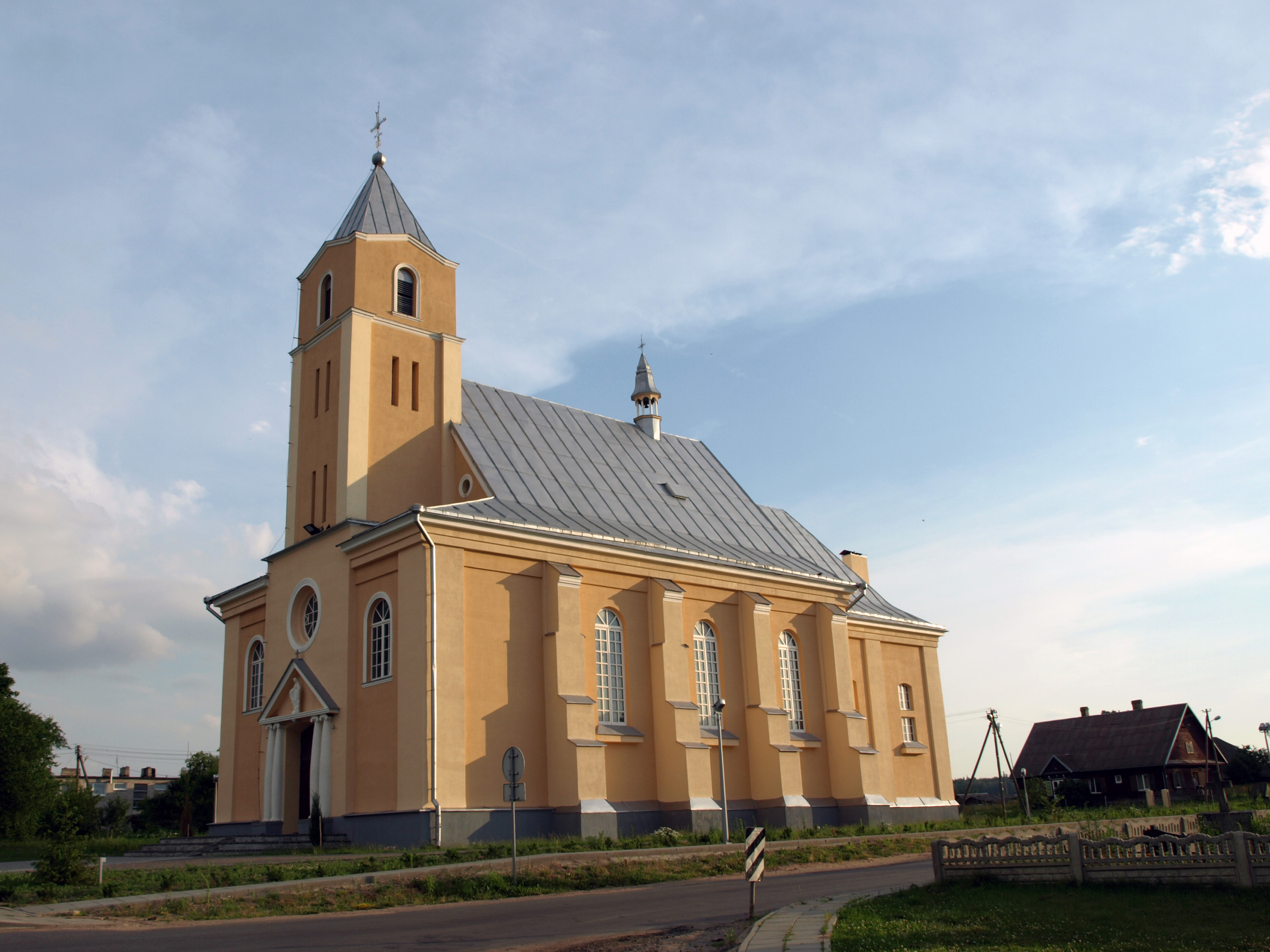
Katholische Kirche

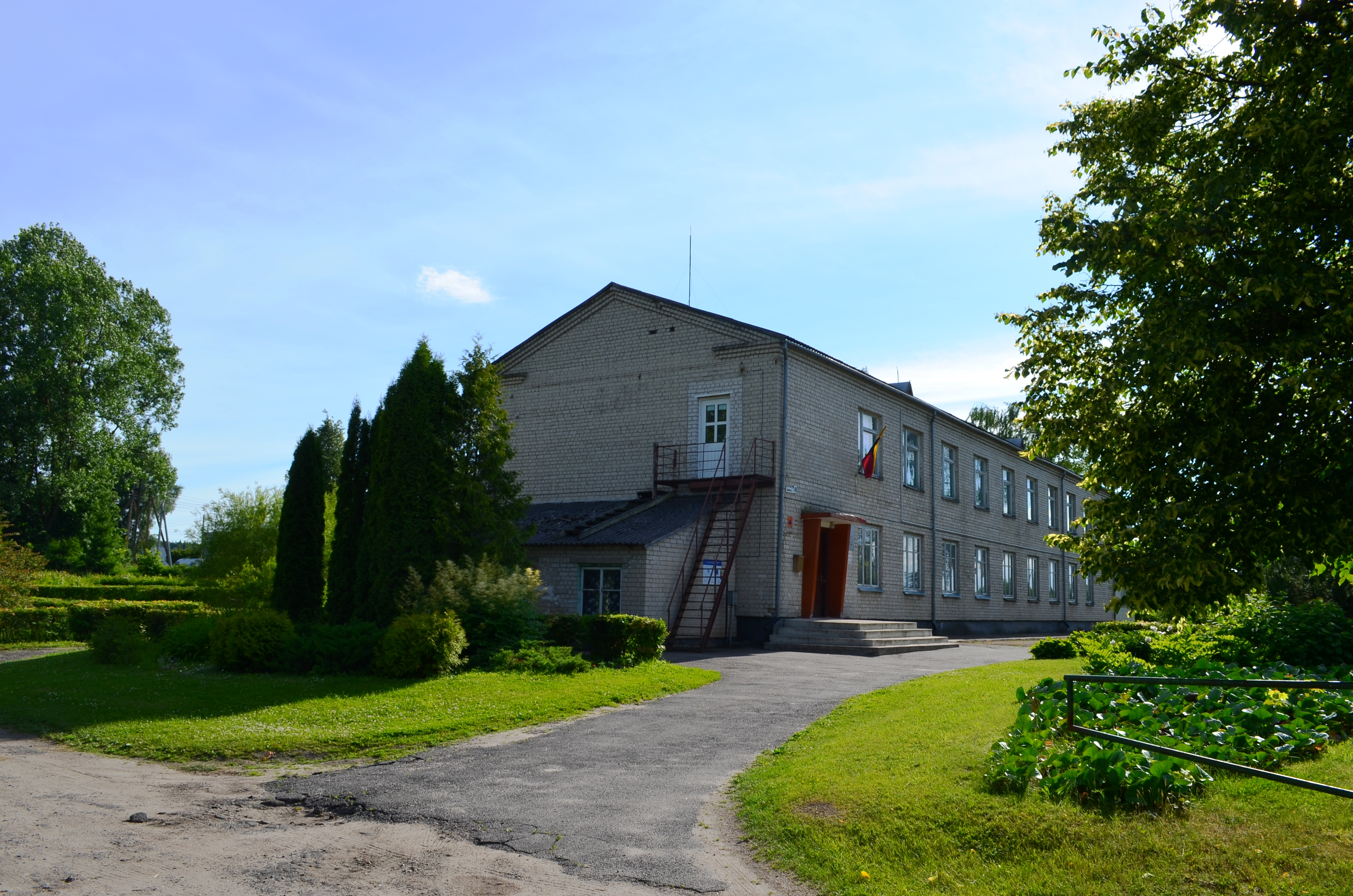
Hauptschule

Didžioji Riešė ist ein Dorf in der Rajongemeinde Vilnius in Litauen, im Hochland Riešė, 3 km von Riešė, an der Fernstraße A14  Vilnius–Utena, 12 km im Norden von der litauischen Hauptstadt Vilnius. Es ist das Zentrum des Amtsbezirks mit 4 Unterbezirken, die katholische Pfarrgemeinde Riešė. Die Pfarrei hat die Kirche St. Mariä (erbaut 1939). Es gibt die Riešės-Hauptschule (seit 1995), ein Freizeitzentrum, ein Postamt. 2021 gab es 2.465  Einwohner.